# Thomas Croke

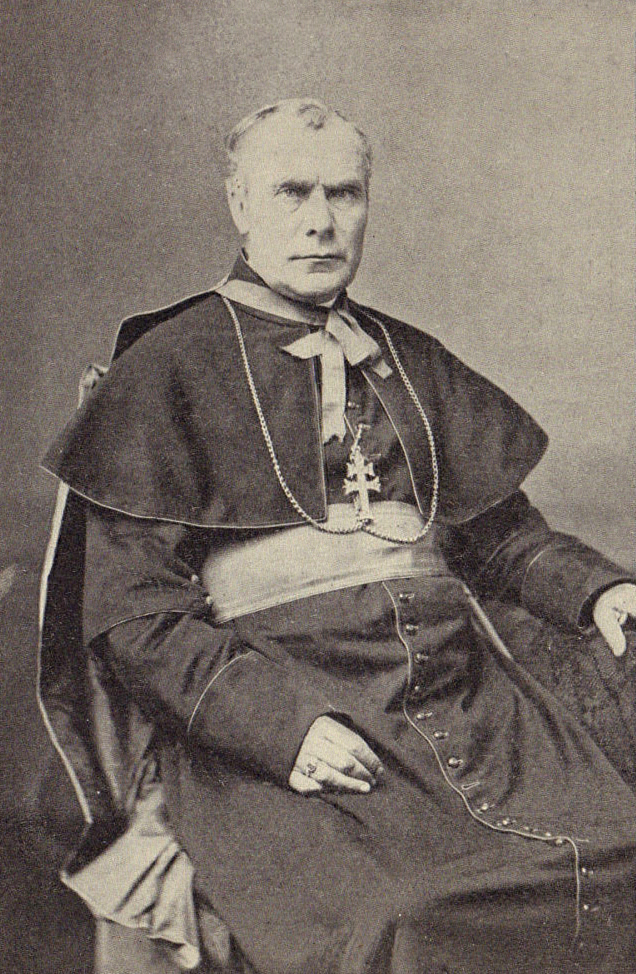
Thomas Croke

Thomas William Croke (* 24. Mai 1824 in Ballyclough, County Cork, Irland; † 22. Juli 1902 in Thurles, County Tipperary, Irland) war römisch-katholischer Erzbischof von Cashel und Emly in Irland. Das größte Sportstadion in Irland, Croke Park in Dublin, auch Sitz der Gaelic Athletic Association (GAA), ist nach ihm benannt.

## Leben
Geboren wurde Croke im Jahr 1824 in Ballyclough, einem kleinen Dorf in der Nähe von Mallow. Seine Ausbildung bekam er in Charleville im County Cork und am Irish College in Paris. 1846 wurde er zum Priester geweiht. Nach Aussage des irischen Radikalen William O’Brien soll Croke während der Revolution von 1848 in Paris auf den Barrikaden mitgekämpft haben. Anschließend kehrte er nach Irland zurück und wurde 1858 Vorsitzender des St. Colman’s College in Fermoy. 1865 wurde er Gemeindepriester von Doneraile. Am ersten vatikanischen Konzil von 1870 nahm er als Theologe im Gefolge des Bischofs von Cloyne teil. Im gleichen Jahr wurde er zum Bischof von Auckland in Neuseeland ernannt. Croke wurde 1875 ein Mitglied der irischen Kirchenhierarchie, als er das Amt des Erzbischofs von Cashel und Emly, einem der vier irischen Erzbistümer, übernahm.
In politischen Fragen war Croke ein Befürworter des irischen Nationalismus. Er unterstützte die Land League und den Vorsitzenden der Irish Parliamentary Party, Charles Stewart Parnell. Der Bruch mit Parnell kam nach dessen Affäre mit Katharine O’Shea. Croke schloss sich auch der Anti-Alkohol-Bewegung von Father Matthew und der Gaelic League, bei deren Gründung 1893, an. Innerhalb der katholischen Kirche war er ein Anhänger des Gallikanismus und stand im Gegensatz zum Ultramontanismus des Erzbischofs von Dublin, Kardinal Paul Cullen.
Wegen seines nationalistischen Engagements wurde er von der britischen Regierung und ihren Stellvertretern in Dublin mit mehr Misstrauen beobachtete als die anderen, weniger politisch ausgerichteten, irischen Bischöfe. Nach dem Skandal um Parnells Affäre mit Katharine O’Shea, der Frau seines Parteifreundes William O’Shea, zog sich Erzbischof Croke aus der aktiven Teilnahme an der Politik zurück.
Croke starb am 22. Juli 1902 im Alter von 78 Jahren in Thurles im County Tipperary.